# Шорт-трек на зимових Олімпійських іграх 2010 — естафета (чоловіки)
[[Категорія:Шорт-трек на зимових Олімпійських іграх 2010}]]
Естафетні змагання з шорт-треку на дистанції 5000 м серед чоловіків у програмі Зимових Олімпійських Ігор 2010 розпочалися 17 лютого і завершилися 26 лютого 2010. Вони проходили в Пасифік Колізіум, Ванкувер, Британська Колумбія.

## Результати

### Півфінали
| Місце | Півфінал | Країна          | Ковзанярі                                                    | Час        | Примітки |
| ----- | -------- | --------------- | ------------------------------------------------------------ | ---------- | -------- |
| 1     | 1        | Південна Корея  | Кім Сун Іл Квак Юн Гі Лі Хо Сук Сун Сі Бак                   | 6:43.845   | QA       |
| 2     | 1        | США             | Джон Роберт Селскі Саймон Чо Трейвіс Джейнер Аполо Оно       | 6:46.369   | QA       |
| 3     | 1        | Франція         | Максім Шатеньє Тібо Фоконне Бенжамен Мас Жан Шарль Матте     | 6:51.071   | ADV      |
| 4 !   | 1        | Італія          | Ніколас Беан Юрі Конфортола Клавдіо Рінальді Нікола Родіґарі | 9:99.999 ! | DSQ      |
| 1     | 2        | КНР             | Хань Чзялян Лю Сянвей Ма Юньфен Сон Вейлон                   | 6:43.601   | QA       |
| 2     | 2        | Канада          | Ґійом Бастій Шарль Амлен Олів'є Жан Франсуа-Луї Трамбле      | 6:43.610   | QA       |
| 3     | 2        | Німеччина       | Пауль Геррманн Тайсон Хен Себастьян Праус Роберт Зайферт     | 6:47.289   | QB       |
| 4     | 2        | Велика Британія | Ентоні Дуґлас Джон Елі Том Івесон Джек Велборн               | 6:50.618   | QB       |

### Фінали

#### Фінал за 6-7 місця
| Місце | Країна          | Ковзанярі                                              | Час      | Примітки |
| ----- | --------------- | ------------------------------------------------------ | -------- | -------- |
| 6     | Велика Британія | Ентоні Дуґлас Джон Елі Джек Велборн Пол Ворт           | 6:50.045 |          |
| 7     | Німеччина       | Пол Геррманн Тайсон Хен Себастьян Праус Роберт Зейферт | 6:50.119 |          |

#### Головний фінал
| Місце | Країна         | Ковзанярі                                                   | Час      | Примітки |
| ----- | -------------- | ----------------------------------------------------------- | -------- | -------- |
| 1     | Канада         | Шарль Амлен Франсуа Амлен Олів'є Жан Франсуа-Луї Трамбле    | 6:44.224 |          |
| 2     | Південна Корея | Квак Юн Гі Лі Хо Сук Лі Чжон Су Сун Сі Бак                  | 6:44.446 |          |
| 3     | США            | Джон Роберт Селскі Трейвіс Джейнер Джордан Мелоун Аполо Оно | 6:44.498 |          |
| 4     | КНР            | Хань Чзялян Лю Сяньвей Ма Юньфен Сон Вейлон                 | 6:44.630 |          |
| 5     | Франція        | Максім Шатеньє Тібо Фоконне Джеремі Массон Жан Шарль Матте  | 6:51.566 |          |